# Soleil Nyassa
Soleil Nyassa est un dirigeant de média camerounais et membre du comité exécutif de la Fécafoot.

## Biographie

### Carrière
Soleil Nyassa est journaliste et le dirigeant de Nyassa fm.
| Vidéo externe |                                        |
|               | Soleil Nyassa dans son studio de radio |

Ex-lieutenant de Tombi A Roko, il est devenu allié de Seidou Mbombo Njoya, puis de Samuel Eto'o, Présidents de la FECAFOOT.
En 2018, il accuse Samuel Eto'o, Ernest Obama et Martin Camus Mimb d'être derrière l'incarcération d'un de ses journalistes,.
Membre du Comité exécutif de la FECAFOOT, après l'élection de Samuel Eto’o comme président de la FECAFOOT, sur un plateau de Vision 4, il dit : « J’étais un infiltré de Samuel Eto’o dans le camp de Mbombo Seidou. Nous avions d’abord des réunions parallèles entre nous. On a fait une réunion stratégique de 5, il y a un qui n’était pas avec nous », Ayant une dent contre Seidou Mbombo Njoya, il déclare : « J’avais un salaire de 600 milles que je n’ai pas touché pendant le mandat de Mbombo Njoya à la FECAFOOT »,.